# کامپورا سان جووانی

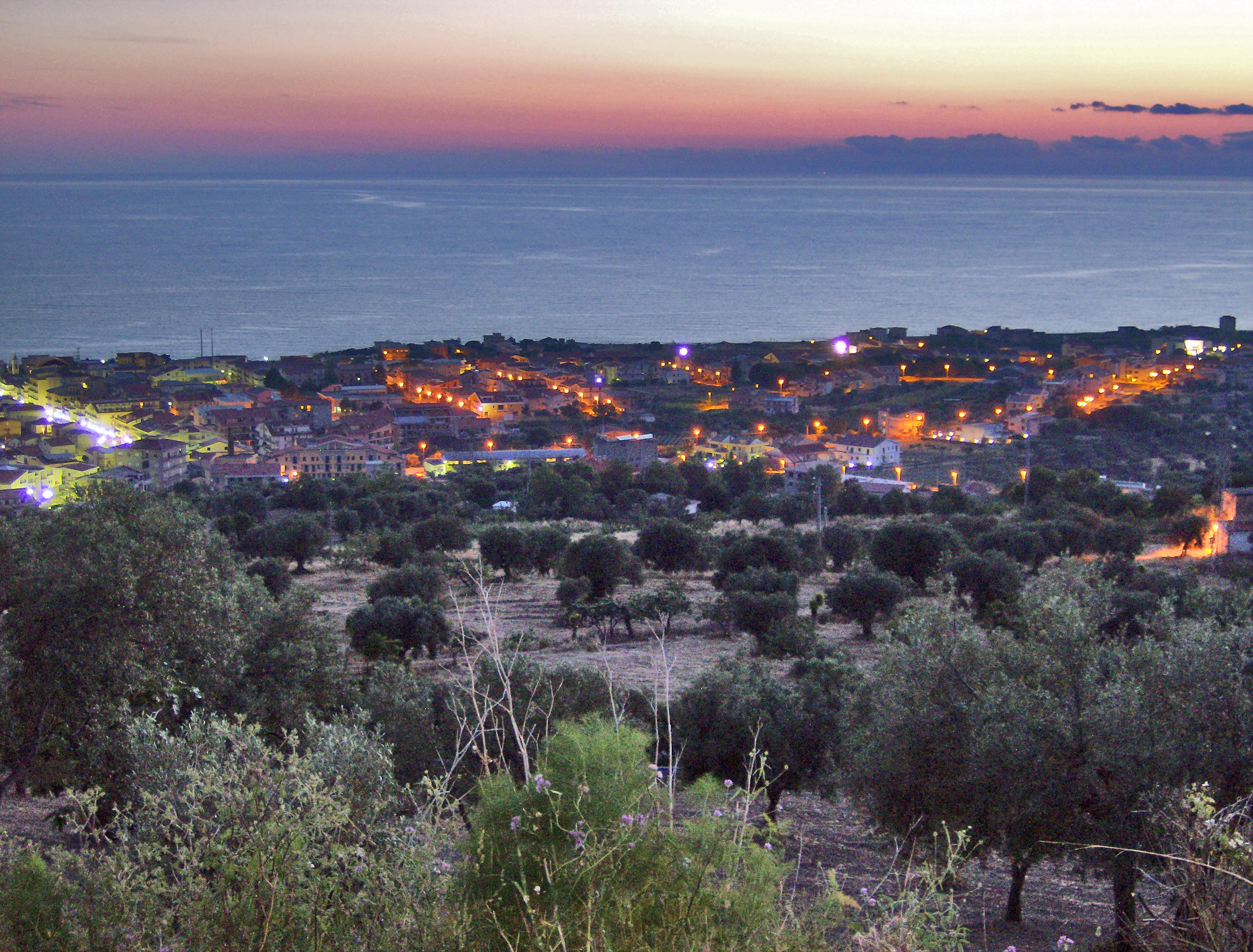
کامپورا سان جووانی.

کامپورا سان جووانی('Campura San Giuvanni' یا 'Campura Santu Janni')یک شهر بندری نسبتاً بزرگ در سواحل جنوبی ایتالیا است. این شهر دز ساحل دریای تیرنی قرار دارد. جمعیت آن در سال ۲۰۱۲ میلادی ۷۸۵۰ نفر بوده‌است.